# Everett Dirksen
Everett McKinley Dirksen, född 4 januari 1896 i Pekin, Illinois, död 7 september 1969 i Washington DC, var en amerikansk republikansk politiker. Han var minoritetsledare i USA:s senat 1959–1969. Han spelade en central roll bakom 1964 års Civil Rights Act, lagen om medborgerliga rättigheter.
Dirksen hoppade av University of Minnesota College of Law för att delta i första världskriget. Han studerade senare juridik på nytt och tog juristexamen 1936. Dirksen var ledamot av USA:s representanthus 1933-1949 och senator för Illinois 1951-1969. Han besegrade senatens majoritetsledare Scott W. Lucas i 1950 års kongressval och omvaldes till senaten 1956, 1962 och 1968. Dirksen var republikansk whip 1957-1959 och efterträdde därefter William F. Knowland som republikansk ledare i senaten.
Dirksen var tidigt i sin karriär en isolationist och anhängare av Robert Taft. Han ändrade sina utrikespolitiska ståndpunkter med åren och stödde Dwight D. Eisenhowers och John F. Kennedys internationalism. Dirksen var anhängare av Vietnamkriget och stödde Lyndon B. Johnson när presidenten eskalerade kriget, något som Dirksen redan tidigare hade krävt.
Dirksens dotter Joy gifte sig med Howard Baker som senare blev majoritetsledare i senaten. Dirksens grav finns i hemstaden Pekin. En av senatens byggnader fick 1972 namnet Dirksen Senate Office Building.